# 孙家城遗址
孙家城遗址位于中国安徽省安庆市怀宁县马庙镇栗岗村孙城和费屋，2013年被列为第七批全国重点文物保护单位。
孙家城遗址北临大沙河，现存面积约25万平方米。遗址周边有土垣，大致呈圆角长方形，东西长约600多米，南北宽约300多米。东、南、西三面大体保存完好，高约1-3米。遗址于1985年被发现，自2003年起，安徽省文物考古研究所对其进行了多次调查和局部钻探，2007年10月至2008年1月进行了考古发掘，共计发掘面积约600平方米，出土各类遗物500余件，包括陶器、石器、玉器三大类。费屋地点新石器时代文化可分为三个阶段，即孙家城一期文化、孙家城二期文化和薛家岗文化早期。关于此遗址的绝对年代，根据北京大学对孙家城一期文化草木灰、木炭的AMS测年，孙家城一、二期文化约为距今5800-5500年，薛家岗文化早期的年代约为距今5500-5300年。